# Кемиярви
Кемиярви (фин. Kemijärvi, северносаам.Giemajávri) — город на севере Финляндии. Расположен в юго-восточной части провинции Лаппи, на берегу одноимённого озера Кемиярви. Население города составляет 7989 человек, а его площадь 3930,91 км2, из которых 425,94 км2 внутренние воды.
В центральной части муниципального образования Кемиярви проживает около 5700 человек, в том числе около 4700 в городе, около 1000 в районе Каллаанваара-Исокюля.
Кемиярви — самый северный город Финляндии. На севере он соседствует с муниципалитетом Пелкосенниеми, на востоке с Саллой, на юге с Посио, а на западе с Рованиеми.

## История
Первопоселенцем Кемиярви был Паавали Оллинпойка Халонен, который переселился в Кемиярви из Нисканкюля местечка Утаярви приблизительно в 1580 году. Его жену звали Анна Лауринтютяр Халонен, а детей Пааво, Олли и Пекка Халонен. Место, где поселился Паавали Халонен со своей семьёй, известно сейчас под названием Халосенранта (берег Халонена). Среди поселившихся здесь в те же времена были братья Пекка и Матти Кярппя, род которых происходил из местечка Мухос на берегу реки Оулуйоки. По домовой переписи 1631 года в Кемиярви было 13 домов. Из них четыре были постоянно обжитыми: дом Пааво Халонена, дома Пекки и Матти Кярппя и дом Хейкки Хяйкия, прозванный домом Луусуа. Амманваара на территории Кемиярви — древнее саамское место жертвоприношений. Ко времени появления первых поселенцев саамы уже не проживали на территории современного Кемиярви.
Численность населения Кемиярви достигла своего пика перед объединением сельской общины и посёлка Кемиярви, составляя тогда более 16 000 жителей.
Закрытие целлюлозного завода Кемиярви весной 2008 года привлекло широкое внимание общественности. Государство выделило тогда значительную финансовую поддержку на продолжение промышленной деятельности в регионе. Компания Arktos Group пыталась наладить в цехах целлюлозного завода производство клееного деревянного бруса. Однако эта попытка завершилась неудачей, и в начале 2012 года предприятие попало под процедуру финансового оздоровления.
Компания Keitele Group планирует открыть в 2015 году свой завод на месте бывшего целлюлозного завода. Компания уже выкупила производственные цеха целлюлозного завода.

## Демографическое развитие
В связи с изменениями в экономической структуре города численность населения Кемиярви сократилась. В настоящее время в городе проживает около 8000 жителей. В таблице ниже показано демографическое развитие города. В городе Кемиярви насчитывается (по неофициальным данным) несколько сот жителей, проживающих постоянно в другом месте, но проводящих часть года в своём «втором жилье» на территории города. Муниципальная компания Кемиярви, владеющая арендными домами, уже в течение нескольких лет продаёт квартиры гражданам под «второе жильё». Кроме того, в городе сносятся пустующие арендные многоэтажки.
Население общины по данным на январь 2012 года составляет 8277 человек. Плотность населения — 2,28 чел/км². Официальный язык — финский, родной для 99,0 % населения. Доля лиц в возрасте до 15 лет составляет 10,2 %; лиц в возрасте старше 65 лет — 30,8 %.
| 1970 | 1975  | 1980  | 1985  | 1990  | 1992  | 1994  | 1996  | 1998  | 2000  | 2002 | 2004 | 2006 | 2008 | 2010 | 2011 | 2012 |
| ---- | ----- | ----- | ----- | ----- | ----- | ----- | ----- | ----- | ----- | ---- | ---- | ---- | ---- | ---- | ---- | ---- |
| 7429 | 12759 | 12621 | 12762 | 12331 | 12103 | 11987 | 11628 | 11036 | 10484 | 9936 | 9529 | 9065 | 8658 | 8484 | 8393 | 8277 |

## Районы города и населённые пункты
По данным Геодезической службы районами города Кемиярви (номер территории в земельном кадастре начинается с цифры 0) являются следующие 8:
- Каллаанваара
- Центр
- Пёулионваара
- Пюхятунтури
- Сиповаара
- Суому
- Сяркикангас
- Тохмо

Населёнными пунктами Кемиярви, зарегистрированными в земельном кадастре (номер территории начинается с цифры 4), являются следующие 16:
| - Алакюля - Халосенранта - Исокюля - Яварус - Йоутсиярви - Юуярви - Кемихаара - Костамо | - Куусиваара - Левяранта - Луусуа - Палоперя - Пюхятунтури - Ряйсяля - Тохмо - Юликюля |

Населёнными пунктами или территориями, не зарегистрированными в земельном кадастре, являются следующие 14:
| - Хююпио - Кетола - Куусиранта - Лехтола - Ойнас - Патоваара - Перяваара | - Руопса - Соппела - Тапионниеми - Тонкопуро - Улкуниеми - Варрио - Вуостимо |

На сайте города Кемиярви есть карта с расположением населённых пунктов,
 но их названия не всегда соответствуют указанным выше названиям. Также в статистическом территориальном делении Кемиярви не учитываются все выше упомянутые сёла.

## Религиозные сообщества
В Кемиярви действует евангелическо-лютеранская община Кемиярви. Движение за возрождение евангелистской лютеранской церкви представлено в регионе лестадианством, имеющим местное отделение, старо-лестадианством с Ассоциацией миролюбия в Кууманиеми, а также последователями евангелизма. Другие конфессии представлены общиной пятидесятников Кемиярви, относящейся к возрожденческому движению пятидесятников, а также общиной адвентистов Кемиярви, входящей в состав финской Церкви адвентистов. Кроме того в Кемиярви действует община Свидетелей Иеговы.

## Веб-камеры Кемиярви
- Вэб-камера в центре города на улице Вапауденкату
- Вэб-камера на площади Небесных огней

## Достопримечательности
Восточная Лапландия, где и расположена община, известна своими лыжными курортами: Суому, Луосто и другими. Зимой 2011 года начал действовать чартерный поезд Москва-Кемиярви для перевоза российских туристов-лыжников.
Красивое озеро Кемиярви, расположенное рядом с городом, — признанное место летнего отдыха, окружено холмами и лесными массивами. Рыбные ресурсы представлены форелью, окунем, щукой и самой северной в Финляндии популяцией судака.

## Известные уроженцы
- Вяянянен, Кари — финский актёр, режиссёр и сценарист.
- Гебхард, Ханнес — основатель кооперативной торговли в Финляндии.

## Города побратимы
- Вардё, Норвегия
- Вадсё, Норвегия
- Кандалакша, Россия[22]
- Собецу, Япония

## Спортивные общества региона
- KeKi, хоккей
- Kemijärven Kaiku ry, школа плавания, спортивное плавание

## Другие общества региона
- Клуб собаководов-любителей Северо-восточной Лапландии и другие собаководческие клубы (TOKO, Agility, Palveluskoiratoiminta, Vesipelastus, Koiranäyttely Metsästyskokeet)
- Союз защиты детей им. Маннергейма. Объединение Кемиярви

## Транспортные коммуникации
- 5 E 63 Автомагистраль 5 (Хейнола-Куопио-Куусамо-Кемиярви-Соданкюля)
- 82 Автодорога 82 (Рованиеми-Кемиярви-Салла)
- 944 Автодорога 944 (Кемиярви-Рануа)
- 945 Автодорога 945 (Кемиярви-Перя-Посио)
- Автобусное сообщение с соседними населёнными пунктами
- Железнодорожное сообщение с Рованиеми

## Галерея
- Вид с горы Суому
- ЦБК в Кемиярви, главный вход
- Церковь в Кемиярви
- Горнолыжный курорт Суому
- Железнодорожная станция Куусиваара